# Cazzey Louis Cereghino
Cazzey Louis Cereghino es un actor, novelista, especialista y cantautor estadounidense. Además de ser reconocido como uno de los grupos de Capital One Vikings "What's in Your Wallet?", también ha aparecido en más comerciales del Super Bowl para más compañías diferentes que cualquier otra persona en la historia. En 2013, formó parte del equipo que ganó el concurso Doritos "Crash the Super Bowl", cuando apareció luciendo un vestido de novia. Además de cientos de comerciales, personajes notables en televisión y largometrajes incluyen a Harold "Big" Johnson en Grimm, Tiny en It's Always Sunny in Philadelphia, Moisés en Battles BC, José de Nazaret en XL, The Temptation of Christ, y como el luchador profesional Bruiser Brody en la película biográfica The Iron Claw, sobre la famosa familia de lucha libre Von Erich. También ha aparecido en programas infantiles como Henry Danger de Nickelodeon y Just Roll with It de Disney. Otras apariciones incluyen papeles en Jimmy Kimmel Live, Shameless, Animal Kingdom de TNT, Days of Our Lives, Seal Team, The Orville y la serie de televisión Lethal Weapon.

## Primeros años de vida
Cereghino nació en Milwaukie, Oregón, el 24 de abril de 1979, donde su familia dirige una granja desde 1908. Su padre, Robert "Bobby" Cereghino, era agricultor y constructor de viviendas, y su madre Nancy es maestra de educación primaria y especial. Desde el principio se interesó por la historia de los Estados Unidos, lo que atrajo la atención del periódico estatal, que vino y lo entrevistó cuando era joven cuando continuaba asistiendo a la escuela vestido como presidentes de los Estados Unidos. Esto lo llevó a postularse con éxito para presidente de la clase y luego para presidente de la escuela. Se graduó de la escuela secundaria como atleta multideportivo, jugó fútbol y béisbol, luchó y estableció un récord escolar en la carrera de una milla mientras corría en pista y a campo traviesa. Después de graduarse, vivió brevemente en Nashville para comenzar una carrera como cantante y compositor antes de mudarse a Los Ángeles en 2000. Su primer papel cinematográfico fue en la película de 1995 Mr. Holland's Opus, donde fue incluido en la escena de graduación porque tenía los zapatos adecuados para la pieza de época. Su experiencia futbolística le ayudaría más tarde en su actuación como uno de los dobles que realiza tacleadas en The Longest Yard.

## Carrera de escritura
Cereghino ha publicado varios guiones, doce novelas y una colección de cuentos de no ficción. En 2015, Black Hill Press publicó su novela 116* Days With Dad. La novela se basa libremente en su experiencia como pescador comercial en un barco pesquero de Alaska. Al recordar la experiencia, Cereghino dijo: "Fui a Alaska y se convirtió en una gran historia. Al principio pensé que era el peor trabajo del mundo. No tienes tiempo libre y pasas de 18 a 22 horas al día sumergido hasta la cintura en sangre y tripas de pescado. Luego, cuando llegas a la orilla, te encuentras con todos estos osos y apestas a pescado". Más tarde, en 2015, CreateSpace publicó su novela Kiki's Angel. Una publicación anterior de la undécima novela de Cereghino, A Time To Lie, ha sido su éxito de ventas hasta la fecha.
Ha sido autor colaborador de la serie de libros Chicken Soup for the Soul desde 2004. Su trabajo apareció en Chicken Soup for the Teenage Soul IV, y su historia Christmas Cheer fue calificada como una de las 101 mejores historias de Chicken Soup for the Soul de todos los tiempos.

## Carreras de composición y actuación
Cereghino toca nueve instrumentos y ha escrito cientos de canciones. Cantar le ha permitido viajar por la mayor parte del mundo, actuando en conciertos en todos los continentes, cerca o en los polos norte y sur, y en docenas de países alrededor del mundo. A menudo aparece como invitado musical en el programa de Kato Kaelin.
Una vez se rompió el pie mientras hacía un truco en el programa Operation Repo, pero continuó filmando el resto del episodio. La escena terminó apareciendo en los créditos iniciales del programa y se podía ver al comienzo de cada episodio. Apareció en el video musical de Justin Timberlake Can't Stop the Feeling, donde interpreta al mecánico del baile. Este no fue el primer concierto de baile profesional de Cereghino, ya que algunos años antes lo habían contratado para bailar en una serie de comerciales para promover la competencia Nacional Pumpkin Chucking.